# Coelho Neto (kommun)
Coelho Neto är en kommun i Brasilien.   Den ligger i delstaten Maranhão, i den östra delen av landet, 1 400 km norr om huvudstaden Brasília. Antalet invånare är 46 792.
Följande samhällen finns i Coelho Neto:
- Coelho Neto

I omgivningarna runt Coelho Neto växer i huvudsak städsegrön lövskog. Runt Coelho Neto är det ganska glesbefolkat, med 43 invånare per kvadratkilometer.